# Zeitschrift für Theologie und Gemeinde

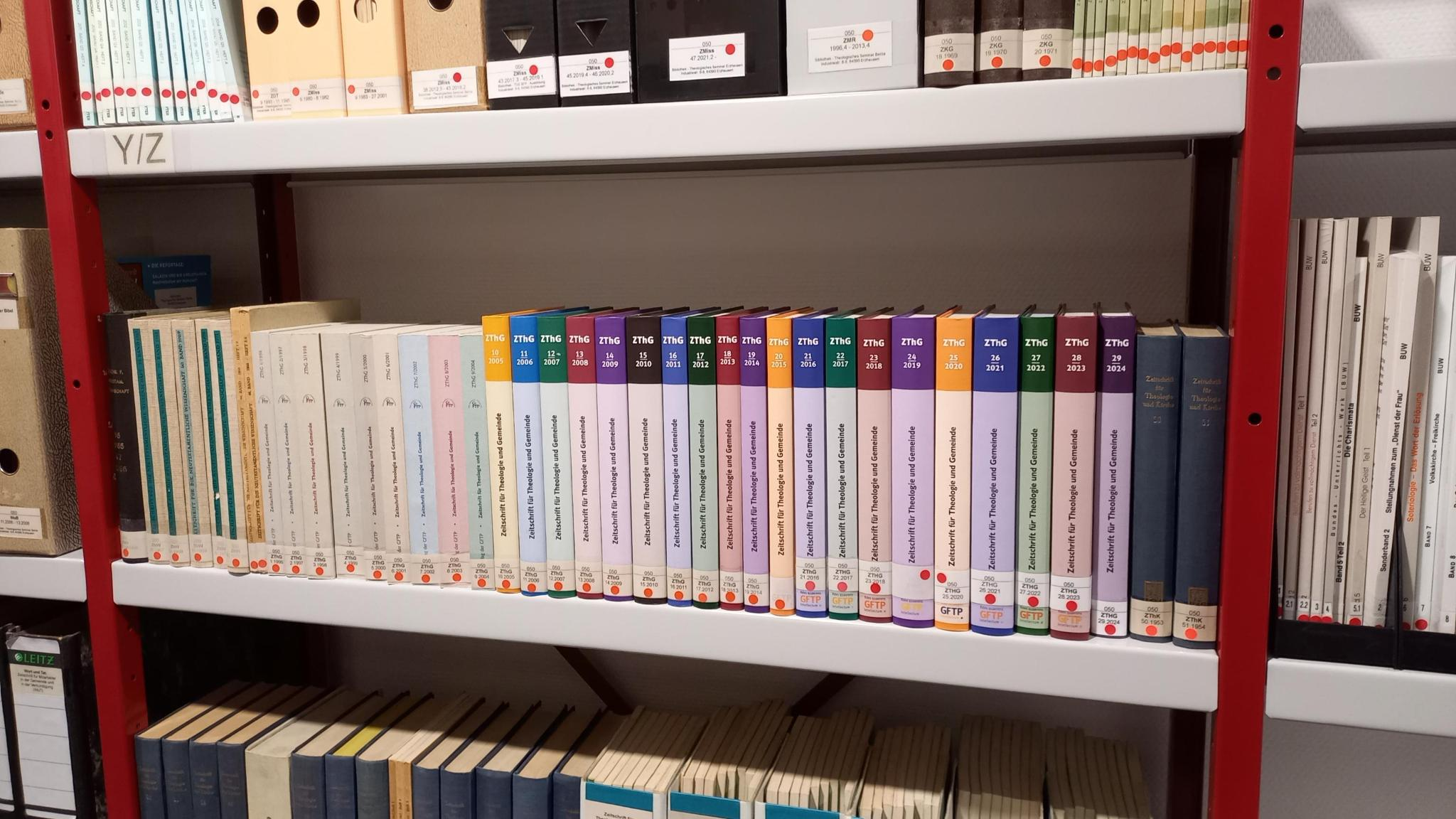
Zeitschrift für Theologie und Gemeinde. Band 1–29 (1996–2024) in einer Bibliothek

Die Zeitschrift für Theologie und Gemeinde (kurz ZThG) ist eine von der Gesellschaft für Freikirchliche Theologie und Publizistik (GFTP e.V.) herausgegebene theologische Fachzeitschrift, die seit 1996 einmal jährlich mit einem Umfang von ca. 320 Seiten erscheint.

## Autoren und Schriftleiter
In der ZThG veröffentlichen überwiegend freikirchliche Autoren wissenschaftliche Beiträgen und  theologische Überzeugungen, aber auch Theologen aus  anderen Kirchen können darin publizieren. Das Motto der ZThG lautet: „Fides quaerens intellectum“ (Glaube, der nach Einsicht fragt). Es geht auf den Theologen und Philosophen Anselm von Canterbury zurück. „Glauben“ und „Verstehen“ gehören nach Ansicht des Herausgeberkreises eng zusammen.
Schriftleiter war von Beginn bis 2014 der früher baptistische Theologe Kim Strübind, der 2012 zur Evangelisch-Lutherischen Kirche in Bayern übertrat. Herausgeber sind nun Andrea Strübind, Irmgard Stanullo, Olaf Lange und Wolfgang Pfeiffer.